# Лонгфорд-Гобарт – Порт-Латта
Лонгфорд-Гобарт – Порт-Латта – газопровід на австралійському острові Тасманія. 
Лінія на Порт-Латта є відгалуженням від запущеного в 2003 році газопроводу Лонгфорд – Гобарт, який уперше подав на Тасманію блакитне паливо. Відгалуження починається в районі Роузвейл, має довжину 181 кілометр та виконане в діаметрі 150 мм.
Великим споживачем протранспортованого ресурсу може бути завод котунів у Порт-Латта.